# Helmut F. Kaplan

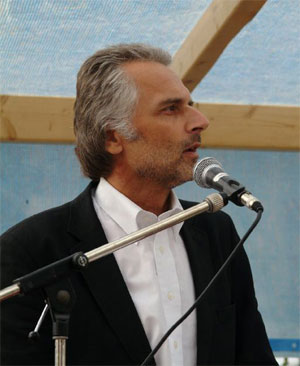
Helmut F. Kaplan auf der Anti-Jagd-Demo in Schliersee 2006

Helmut Friedrich Kaplan (* 13. Oktober 1952 in Salzburg) ist ein österreichischer Philosoph / Tierrechtsphilosoph und Autor, der sich hauptsächlich mit Tierrechten und Ethik / Tierethik befasst.

## Leben
Nach seiner Schulzeit nahm er zunächst ein Psychologie-Studium an der Universität Salzburg auf, das er 1982 mit einer Promotion abschloss. Sein abschließendes Philosophiestudium beendete er mit einer Magisterarbeit über Peter Singer. Beide Arbeiten setzte er in Buchveröffentlichungen um, die weite Verbreitung insbesondere in der Tierrechtsszene fanden. Neben seinen Artikeln, Vorträgen und Buchveröffentlichungen ist er auch regelmäßig bei Talkshows und Radiosendungen in den Medien präsent.
Kaplan ist geschieden und hat zwei Kinder. Seine Tochter Astrid ist mittlerweile ebenfalls in der Tierrechtsszene aktiv und promovierte 2003 mit einer Arbeit über den psychologischen Zusammenhang zwischen der Gewalt gegenüber Tieren und der Gewalt gegenüber Menschen.

## Einsatz für Tierrechte, Positionierung
Ab Mitte der 1980er Jahre trat er erstmals als Autor in Erscheinung. Kaplans Themen sind im Wesentlichen Philosophie und Psychologie der Mensch-Tier-Beziehung, des Vegetarismus und des Fleischessens. Er wurde dabei eigenen Angaben zufolge vor allem durch Peter Singers und Arthur Schopenhauers Tierethik beeinflusst.
Kaplan war Berater oder Mitarbeiter von mehreren Nichtregierungsorganisationen, so beispielsweise Animal Peace und PETA, und trat in verschiedenen Fernsehsendungen auf. In den 1990er Jahren war er zeitweise Präsident der Vegetarischen Gesellschaft Österreichs.
Kaplans 1993 veröffentlichtes Buch Leichenschmaus – Ethische Gründe für eine vegetarische Ernährung fand weite Verbreitung im deutschen Sprachraum und wurde in weitere Sprachen übersetzt. 2011 erschien eine aktualisierte Neuauflage, die „die Wucht der Argumente, die für die Befreiung der Tiere sprechen“ (Vorwort), einer nachgewachsenen Generation zu vermitteln versucht.
Angesichts der Tatsache, dass trotz der zentralen Bedeutung des Tierrechtsbegriffs im Rahmen der Tierethik nach wie vor keinerlei Einvernehmen darüber besteht, was unter Tierrechten sinnvollerweise konkret verstanden werden soll, erarbeitet und propagiert Kaplan, basierend auf der kritischen Auseinandersetzung mit vorhandenen Tierrechtskonzepten, 2017 folgenden „nachvollziehbaren und praktikablen“ Tierrechtsbegriff: „Tiere haben das Recht, dass ihre Interessen gleich berücksichtigt werden wie vergleichbare menschliche Interessen.“ 2018 ist er im Tierrechtsfilm Citizen Animal – A Small Family’s Quest for Animal Rights zu sehen.
2019 legte Kaplan die Studie „Menschenrechte und Tierrechte: Solidarität mit den Leidensfähigen“ vor. Darin vertritt er die These, dass, wer Menschenrechte befürworte, konsequenterweise auch Tierrechte befürworten müsse. Die Frage nach dem basalen Zusammenhang zwischen Tierrechten und Menschenrechten stellt sich zwar schon seit dem Beginn der Tierrechtsbewegung, wurde aber philosophisch bisher wenig untersucht.
2020 thematisierte Kaplan in der Zeitschrift TIERethik die Begründung von Menschenrechten und Tierrechten. Eine besondere Rolle spielt hierbei die Menschenwürde. Kaplan weist darauf hin, dass die Begründungsfunktion der Menschenwürde für Menschenrechte ein historisch erstaunlich junges Phänomen darstellt.
Kaplan sieht den Begriff „Tierrechte“ in der öffentlichen Diskussion längst durch Marketing-Schlagworte wie „Bio“ oder „Tierwohl“ verdrängt – weshalb der Begriff gar nicht mehr verstanden oder für eine Absurdität gehalten oder mit einschlägigen Gesetzen verwechselt werde. Deshalb plädiert Kaplan im Buch „Tierrechte und Menschenrechte: Eine Einheit“ für eine „(Wieder-)Sensibilisierung für die Tierrechtsidee“.

### Tierethik
Kaplan will in Berufung auf Peter Singer und Tom Regan eine „dritte Etappe der Tierethik“ einläuten wie auch allgemein eine „Einfache Ethik“ etablieren. Damit meint er die Einstellung, dass komplexe moralische Überlegungen in Bezug auf Tiere ebenso überflüssig seien wie komplexe moralische Überlegungen in Bezug auf Menschen. Genauso wenig wie Menschen aufgrund ihrer Hautfarbe oder ihres Geschlechts diskriminiert werden dürften, dürften Tiere aufgrund ihrer Spezies diskriminiert werden. In seinem Buch „Ich esse meine Freunde nicht oder Warum unser Umgang mit Tieren falsch ist“ führt er das Projekt „Einfache Ethik“ fort, indem er zentrale Begriffe und Konzepte der Tierrechtsphilosophie allgemeinverständlich erläutert. Die Tierrechtsbewegung ist für Kaplan die Fortsetzung anderer Befreiungsbewegungen wie die zur Befreiung von Sklaven oder zur Emanzipation von Frauen.
Klassischen Tierschutz oder Naturschutz, der eine Tiernutzung einbegreift, lehnt Kaplan ab. Kaplan wirft Tierschützern auf nicht tierrechtlicher Grundlage vor, „den Fleischessern jenes gute Gewissen zurückzugeben, das sie vor der Entstehung der Tierrechtsbewegung hatten“, und dies teilweise – so beispielsweise in Bezug auf Michael Aufhauser – unter dem Etikett „Tierrechte“ unrechtmäßig zu vermarkten. Seine Mindestforderung ist ein Verzicht auf Fleischverzehr sowie eine Einschränkung des Verbrauchs anderer Tierprodukte. Gleichzeitig solle alles unternommen werden, um vegane Produkte zu entwickeln und zu fördern.
Mit dem Bekanntwerden seines Aufsatzes Müssen Tierrechtler Veganer sein? hatte Kaplans Glaubwürdigkeit bei einigen seiner Anhänger, die ihn zumeist für einen strikten Veganer hielten, Schaden genommen. Kaplan wurde Inkonsequenz vorgeworfen, da er gelegentlich Käse verzehrte, krankheitsbedingt und mangels Angebot auf (orthopädische) Lederschuhe angewiesen war und in seinen Büchern ausschließlich für Vegetarismus werbe. Kaplan vertritt dabei eine pragmatische Position, da so gut wie niemand ohne den Zwischenschritt des Vegetarismus Veganer werde, was von radikalen Vertretern des Veganismus wie Achim Stößer scharf kritisiert wurde.
Gegenüber dem „Spiegel“ bekräftigte und präzisierte er seine Position: „Ich halte die moralische Verurteilung des Vegetarismus für kontraproduktiv. Damit macht man kaum jemanden zum Veganer, verhindert aber viele Vegetarier.“ Ziel müsse aber eine vegane Gesellschaft sein, „in der die Menschen nicht mehr auf Kosten der Tiere leben“.
Für Unmut und Unverständnis sorgte Kaplans These, die Vegetarismusdiskussion, die durch die Bücher „Tiere essen“ (Jonathan Safran Foer) und „Anständig essen“ (Karen Duve) ausgelöst wurde, sei für die Fleischindustrie „ein Glücksfall“ gewesen. Die dort erhobene Forderung, weniger Fleisch anstatt kein Fleisch zu essen, besitze nämlich, so Kaplan, einerseits keine „moralische Kraft“ – so wie auch die Forderung, weniger zu foltern anstatt nicht zu foltern, keine moralische Kraft besitze. Außerdem sei das Motto „Weniger Fleisch!“ ein „optimaler Aufhänger“ für Schlagworte, die das Fleischimage sogar verbessern („bewusster essen“, „Bio-Fleisch“ usw.). Folge sei, dass letztlich nicht weniger, sondern mehr Fleisch konsumiert werde.
Kaplan sieht die Tierrechtsbewegung an einem Scheideweg angelangt: „Entweder kann an die Tierrechtsbewegung, wie sie im letzten Viertel des vorangegangenen Jahrhunderts begonnen hat, angeknüpft werden oder die Tierausbeutung geht … ewig weiter.“ Im Buch Tierrechte: Modetrend oder Moralfortschritt? stellt er die Faktoren, die gegen die Verwirklichung von Tierrechten sprechen, jenen gegenüber, die für die Verwirklichung von Tierrechten sprechen.

### Holocaustvergleich und Vorwürfe der Gewaltverherrlichung
Kaplan wurde auf der Seite von Henryk M. Broder vorgeworfen, durch Vergleiche von Tierhaltung und Holocaust letzteren in menschenverachtender Art und Weise zu relativieren. Die von PETA nach Protesten zurückgezogene Kampagne „Der Holocaust auf Ihrem Teller“ befürwortet Kaplan weiterhin. Kaplans Einstehen für die Tierrechtsaktivitäten der Glaubensgemeinschaft Universelles Leben, der Kaplan nicht angehört, wurde ebenfalls kritisiert.
Mehrere kontroverse Aussagen Kaplans zur Gewaltanwendung in der Tierrechtsbewegung wurden unter anderem von Michael Miersch als Inspiration von Gewalttaten und unzureichende Distanzierung von schweren Verbrechen gewertet.
Kaplan wird von Emil Franzinelli dafür kritisiert, dass er der nationalrevolutionären Querfront-Zeitschrift „Der Fahnenträger“ ein Interview mit dem Titel „Der Holocaustvergleich wird immer wichtiger“ gab.

## Mitgliedschaften
Helmut F. Kaplan war zusammen mit Personen wie Karl Albrecht Schachtschneider, Wolfgang Berger, Eberhard Hamer sowie Eva Herman im wissenschaftlichen Beirat der „Wissensmanufaktur“ aufgeführt, deren Hauptbetreiber Andreas Popp, Rico Albrecht und bis 2017 Michael Friedrich Vogt viele dem als Neue Rechte und Querfront interpretierten politischen Spektrum zuordnen. Auf der aktuellen Webseite (2019) der „Wissensmanufaktur“ ist Kaplan nicht mehr aufgeführt.

## Bibliographie (Auszug)
- Ist die Psychoanalyse wertfrei? Verlag Hans Huber, Bern 1982, ISBN 3-456-81122-5.
- Philosophie des Vegetarismus. Peter Lang, Frankfurt 1988.
- Warum Vegetarier?: Grundlagen einer universalen Ethik. Peter Lang GmbH, Internationaler Verlag der Wissenschaften, 1989, ISBN 978-3-631-41604-4.
- Sind wir Kannibalen? – Fleischessen im Lichte des Gleichheitsprinzips. Frankfurt 1991, ISBN 3-631-43628-9.
- Warum ich Vegetarier bin – Prominente erzählen. Rowohlt, Reinbek 1995, ISBN 3-499-19675-1.
- Tiere haben Rechte – Argumente und Zitate von A bis Z. Harald Fischer Verlag, Erlangen 1998 (2. Aufl. 2002), ISBN 3-89131-118-4.
- Tierrechte – Die Philosophie einer Befreiungsbewegung. Echo, Göttingen 2000, ISBN 3-926914-35-1.
- Wozu Ethik? Asku-Presse, 2001, ISBN 3-930994-12-7.
- Die Ethische Weltformel – Eine Moral für Menschen und Tiere. Vegi-Verlag, Neukirch-Egnach 2003, ISBN 3-909067-04-2.
- Shitai no bansan. Doujidaisya, Tokyo 2005, ISBN 4-88683-544-9.
- Der Verrat des Menschen an den Tieren. Vegi-Verlag, Neukirch-Egnach 2006, ISBN 3-909067-06-9.
- Freude, schöner Götterfunken – Glück zwischen Schmerz und Tod, 2007, ISBN 978-3-8334-9705-6.
- Helmut F. Kaplan. „Tierbefreiungen – Kriminelle Akte oder konsequente Ethik?“. Interdisziplinäre Arbeitsgemeinschaft Tierethik (Herausgeber). Tierrechte – Eine interdisziplinäre Herausforderung. Erlangen 2007. ISBN 978-3-89131-417-3.
- Fondements éthiques pour une alimentacion végétarienne. L´Harmattan, Paris 2008, ISBN 978-2-296-05826-2.
- Ich esse meine Freunde nicht oder Warum unser Umgang mit Tieren falsch ist . trafo Verlagsgruppe, Berlin 2009, ISBN 978-3-89626-941-6.